# Ethologische Gesellschaft
Die Ethologische Gesellschaft e. V. (auch Ethological Society) ist ein eingetragener Verein und eine wissenschaftliche Fachgesellschaft, die gegründet wurde, um die Verhaltensbiologie (auch Ethologie) in der Forschung, Lehre und Öffentlichkeit zu fördern. Seit ihrer Gründung am 10. Oktober 1978 in der Schweiz durch Christiane Buchholtz, Karl-Ludwig Damm, Dierk Franck, Herbert Groß, Georg Rüppell, Norbert Krischke und Jakob Parzefall wird die Gesellschaft von Verhaltensbiologen geführt. Stand Juni 2022 hat sie ca. 400 Mitglieder. Die Gesellschaft veröffentlicht zweimal im Jahr ein Rundschreiben, die EthoNews, mit internen Informationen, bevorstehenden Veranstaltungen, Konferenzberichten, Buchempfehlungen und Forschungsnews. Außerdem ist die Gesellschaft mit der internationalen Fachzeitschrift Ethology verbunden; die jeweiligen Chefredakteure sind Teil des Vorstands. Die Gesellschaft ist eine gemeinnützige Organisation, die den größten Teil ihres Einkommens für die Unterstützung ihrer Mitglieder, Konferenzen und Forschungsprojekte ausgibt.

## Konferenzen
Die Ethologische Gesellschaft e. V. veranstaltet eine jährliche Tagung, welche jeweils von anderen Mitgliedern der Gesellschaft veranstaltet wird. Beispielsweise wurde die Tagung im Jahr 2016 vom Deutschen Primatenzentrum in Göttingen organisiert. In Zusammenarbeit mit der British Association for the Study of Animal Behaviour (ASAB) veranstaltet die Gesellschaft des Weiteren die Europäische Konferenz für Verhaltensbiologie (ECBB), welche alle zwei Jahre stattfindet [2]. Darüber hinaus finanziert die Gesellschaft in Zusammenarbeit mit der Sektion „Verhaltensbiologie“ der Deutschen Zoologischen Gesellschaft das jährliche Graduiertenkolleg [2].

## Auszeichnungen
Die Ethologische Gesellschaft e. V. verleiht alle zwei Jahre den Tinbergen-Preis an herausragende junge Forschende in der Verhaltensbiologie. Der Preis ist nach Nikolaas Tinbergen benannt, einem niederländischen Biologen, der das Gebiet der Verhaltensbiologie geprägt hat und der für seine Arbeit 1973 zusammen mit Karl von Frisch und Konrad Lorenz den Nobelpreis für Medizin erhielt. Um herausragende wissenschaftliche Präsentationen von Nachwuchsforschenden zu fördern, vergibt die Gesellschaft auf ihrer Jahrestagung den Gwinner Preis. Der Preis ist nach Eberhard Gwinner benannt, einem deutschen Biologen, der Pionierarbeit auf dem Gebiet der Verhaltensbiologie geleistet hat.

## Präsidenten (Vizepräsidenten)
| Jahr      | Präsidenten (Vizepräsidenten)      |
| --------- | ---------------------------------- |
| 2023–2024 | Claudia Fichtel (Wolfgang Goymann) |
| 2021–2022 | Claudia Fichtel (Wolfgang Goymann) |
| 2019–2020 | Thomas Bugnyar (Claudia Fichtel)   |
| 2017–2018 | Thomas Bugnyar (Claudia Fichtel)   |
| 2015–2016 | Peter Kappeler (Thomas Bugnyar)    |
| 2013–2014 | Peter Kappeler (Thomas Bugnyar)    |
| 2011–2012 | Redouan Bshary (Peter Kappeler)    |
| 2009–2010 | Redouan Bshary (Peter Kappeler)    |
| 2007–2008 | Fritz Trillmich (Redouan Bshary)   |
| 2005–2006 | Michael Taborsky (Fritz Trillmich) |
| 2003–2004 | Michael Taborsky (Fritz Trillmich) |
| 2001–2002 | Norbert Sachser (Michael Taborsky) |

| Jahr      | Präsidenten (Vizepräsidenten)       |
| --------- | ----------------------------------- |
| 1999–2000 | Norbert Sachser (Michael Taborsky)  |
| 1997–1998 | Jürg Lamprecht (Norbert Sachser)    |
| 1995–1996 | Dietrich von Holst (Jürg Lamprecht) |
| 1993–1994 | Dietrich von Holst (Klaus Peschke)  |
| 1991–1992 | Heinz-Ulrich Reyer (Klaus Peschke)  |
| 1989–1990 | Eberhard Curio (Heinz-Ulrich Reyer) |
| 1987–1988 | Eberhard Curio (Heinz-Ulrich Reyer) |
| 1985–1986 | Dierk Franck (Dietrich von Holst)   |
| 1983–1984 | Dierk Franck (Dietrich von Holst)   |
| 1981–1982 | Christiane Buchholtz (Dierk Franck) |
| 1979–1980 | Christiane Buchholtz (Dierk Franck) |

## Tinbergen-Preisträger
| Jahr | Tinbergen-Preisträger    |
| ---- | ------------------------ |
| 2022 | Manon Schweinfurth       |
| 2020 | Lysanne Snijders         |
| 2018 | Jorg Massen              |
| 2016 | Alexander Kotrschal      |
| 2014 | Erica van de Waal        |
| 2012 | Barbara Caspers          |
| 2010 | Katharina Hirschenhauser |
| 2008 | Oliver Krüger            |
| 2006 | Thomas Bugnyar           |

| Jahr | Tinbergen Preisträger |
| ---- | --------------------- |
| 2004 | Sabine Tebbich        |
| 2002 | Redouan Bshary        |
| 2000 | Ingo Schlupp          |
| 1998 | Martin Wikelski       |
| 1996 | Claus Wedekind        |
| 1992 | Anne-Kathrin Eggert   |
| 1990 | Theo Bakker           |
| 1988 | Carel ten Cate        |

## Ehrenmitglieder
- Gerald Baerends
- Christiane Buchholz
- Eberhard Curio
- Serge Daan
- Dierk Franck
- Dietrich von Holst
- Barbara König
- Konrad Lorenz
- Norbert Sachser
- Piet Sevenster
- Günter Tembrock
- Nikolaas Tinbergen
- Fritz Trillmich

## Belege
1. 1 2  Registerportal. Archiviert vom Original (nicht mehr online verfügbar) am 18. Februar 2016; abgerufen am 26. Mai 2021.  Info: Der Archivlink wurde automatisch eingesetzt und noch nicht geprüft. Bitte prüfe Original- und Archivlink gemäß Anleitung und entferne dann diesen Hinweis.
2. ↑  Stipendien- und Reisebeiträge – Ethologische Gesellschaft e. V. Abgerufen am 26. Mai 2021 (deutsch).
3. ↑  Matthias Wilde, Siegfried Klautke: Praktische Verhaltensforschung: Die Zwergmaus macht's möglich! In: Biowissenschaften in Schule und Öffentlichkeit. IPN, Kiel 2001, ISBN 978-3-89088-149-2, S. 282 (uni-bayreuth.de [abgerufen am 26. Mai 2021]).
4. 1 2  Franck, Dierk: Eine Wissenschaft im Aufbruch – Chronik der Ethologischen Gesellschaft 1949–2000. Niel & More, 2008.
5. 1 2  Ethologische Gesellschaft e. V. Abgerufen am 6. April 2022 (deutsch).
6. ↑  Ethologische, Gesellschaft: EthoNews 83. 14. April 2021.
7. ↑  Ethology. Abgerufen am 26. Mai 2021 (englisch).
8. ↑  Wolfgang Goymann: Editorial: A New Editor-in-Chief for Ethology. In: Ethology. Band 125, Nr. 6, 2019, ISSN 1439-0310, S. 341–342, doi:10.1111/eth.12878 (wiley.com [abgerufen am 26. Mai 2021]).
9. ↑  Förderungsoptionen. In: Ethologische Gesellschaft e. V. Abgerufen am 26. Mai 2021.
10. ↑  Wie Krähen Werkzeuge nutzen. Archiviert vom Original (nicht mehr online verfügbar) am 4. Mai 2021; abgerufen am 26. Mai 2021.  Info: Der Archivlink wurde automatisch eingesetzt und noch nicht geprüft. Bitte prüfe Original- und Archivlink gemäß Anleitung und entferne dann diesen Hinweis.
11. ↑  Jorg J. M. Massen: Studying the evolution of cooperation and prosociality in birds. In: Ethology. Band 126, Nr. 2, 2020, ISSN 1439-0310, S. 121–124, doi:10.1111/eth.13001 (wiley.com [abgerufen am 26. Mai 2021]).
12. ↑  Preise – Ethologische Gesellschaft e. V. Abgerufen am 26. Mai 2021 (deutsch).
13. ↑  The Nobel Prize in Physiology or Medicine 1973. Abgerufen am 22. September 2021 (amerikanisches Englisch).
14. ↑  Roland Brandstaetter, John Krebs: Eberhard Gwinner (1938–2004). In: Nature. Band 432, Nr. 7018, Dezember 2004, ISSN 1476-4687, S. 687–687, doi:10.1038/432687a (nature.com [abgerufen am 22. September 2021]).
15. ↑  Thünken, T., Rick, I.P., & Frommen, J.G.: Contributions in honour of Theo CM Bakker: Testing, not guessing. In: Evolutionary Ecology Research. Band 19, Nr. 5, 2018, S. 477–486.
16. ↑  Carel ten Cate. Abgerufen am 22. September 2021 (englisch).